# Супербоул XIX
Супербоул XIX (англ. Super Bowl XIX) — 19 игра Супербоула. Матч Американской Футбольной Конференции (АФК) и Национальной Футбольной Конференции (НФК). Игра прошла 20 января 1985 года. В матче играли Сан-Франциско «Форти Найнерс» от НФК и Майами «Долфинс» от АФК. В присутствии 84 059 человек «Форти Найнерс» победил со счётом 38:16.

## Трансляция
В США игру транслировал ABC. Первый раз в истории президент США Рональд Рейган подбросил монетку перед игрой с помощью трансляции из Белого дома.

## Ход матча

### Первая половина
«Долфинс» открыли счёт филд голом. Затем Сан-Франциско занёс тачдаун. В конце четверти, Майами сделает тачдаун. Во второй четверти, Сан-Франциско сделали три тачдауна подряд, для лидерства 28:10. После, Майами реализует два филд гола. Счёт к перерыву будет 28:16 в пользу «Форти Найнерс».

### Вторая половина
В третьей четверти, Сан-Франциско оформляет тачдаун, а Майами забивает филд гол. Счёт к четвёртой четверти будет 38:16. Два перехвата от Сан-Франциско, в четвёртой четверти сделают её нулевой. Команды больше не наберут очки.
Супербоул XIX: Сан-Франциско Форти Найнерс 38, Майами Долфинс 16
|                     | 1  | 2  | 3  | 4 | Всего |
| ------------------- | -- | -- | -- | - | ----- |
| Долфинс (АФК)       | 10 | 6  | 0  | 0 | 16    |
| Форти Найнерс (НФК) | 7  | 21 | 10 | 0 | 38    |

на Стэнфордском стадионе , Стэнфорд, штат Калифорния
- Дата: 20 января 1985 года
- Погода в игре: 12 ° C (53℉), облачно, во второй половине туман

SF-Сан-Франциско, MIA-Майами, ЭП-Экстрапоинт
■ Первая четверть:
- 7:24-MIA-37-ярдовый филд гол, Майами повёл 3:0
- 3:12-SF-33-ярдовый тачдаун+ЭП, Сан-Франциско повёл 7:3
- 0:45-MIA-2-ярдовый тачдаун+ЭП, Майами повёл 10:7

■ Вторая четверть:
- 11:34-SF-8-ярдовый тачдаун+ЭП, Сан-Франциско повёл 14:10
- 6:58-SF-6-ярдовый тачдаун+ЭП, Сан-Франциско ведёт 21:10
- 2:05-SF-2-ярдовый тачдаун+ЭП, Сан-Франциско ведёт 28:10
- 0:12-MIA-31-ярдовый филд гол, Сан-Франциско ведёт 28:13
- 0:00-MIA-30-ярдовый филд гол, Сан-Франциско ведёт 28:16

■ Третья четверть:
- 10:12-SF-27-ярдовый тачдаун+ЭП, Сан-Франциск ведёт 31:16
- 6:18-SF-16-ярдовый тачдаун+ЭП, Сан-Франциско ведёт 38:16

■ Четвёртая четверть:
Без результативных действий.